# Rechtsüberholen (Schweiz)
Das Rechtsüberholen in der Schweiz ist im Verlauf der Zeit unterschiedlich geregelt worden.
In der Schweiz herrscht im Strassenverkehr ein Rechtsfahrgebot. Das Rechtsüberholen ist grundsätzlich verboten. Hingegen dürfen Fahrzeuge, die zum Abbiegen nach links eingespurt haben, nur rechts überholt werden.  Ausnahmen vom Rechtsüberholverbot gelten, wenn bei Kolonnenverkehr auf beiden Spuren sich die rechte Kolonne schneller bewegt, wenn auf den Spuren unterschiedliche Richtungen signalisiert sind sowie innerorts. In diesen Fällen ist das Rechtsvorbeifahren, d. h. ohne Ausschwenken und Wiedereinbiegen in die Fahrspur, gestattet. Auf Autobahnen kann nur die erste dieser drei Ausnahmen eintreten.
Das Bundesgericht entschied 2016, dass das «passive Rechtsvorbeifahren» auf Autobahnen gestattet sei: Wenn die Verkehrsdichte auf der linken Überholspur derart stark ist, dass sich die Fahrzeuge auf allen Spuren mit praktisch gleicher Geschwindigkeit fortbewegen, muss auf Geschwindigkeitsreduzierungen der Fahrzeuge auf der linken Spur, die häufig durch zu dichtes Auffahren und anschliessendem Abbremsen entstehen, nicht mit eigenem Abbremsen reagiert werden, sondern die Fahrt kann bei gleichbleibender Geschwindigkeit unter Beachtung der erforderlichen Sorgfalt fortgesetzt werden. Auf der rechten Fahrspur ist also kein Kolonnenverkehr mehr erforderlich, um vorbeifahren zu dürfen.
Am 1. Januar 2021 trat eine Änderung der Verkehrsregelnverordnung in Kraft, wonach auf Autobahnen und Autostrassen das Rechtsvorbeifahren gestattet ist. Voraussetzung ist nur noch, dass auf dem linken Fahrstreifen Kolonnenverkehr herrscht. Das Rechtsüberholen bleibt jedoch weiterhin verboten. Das Bundesgericht entschied 2022, dass Rechtsüberholen, wenn keine besondere Gefährdung verursacht worden ist, unter dem geänderten Recht als blosse Ordnungswidrigkeit geahndet werden kann, was einen Führerausweisentzug als administrative Massnahme ausschliesst.

## Fussnoten
1. ↑  Art. 34 Abs. 1 SVG vom 19. Dezember 1958 (SR 741.01)
2. ↑  Art. 35 Abs. 1 SVG
3. ↑  Art. 35 Abs. 6 SVG
4. ↑  Art. 8 Abs. 3 und Art. 36 Abs. 5 VRV vom 13. November 1962 (SR 741.11)
5. ↑  Entscheid 6B_374/2015 = BGE 142 IV 93
6. ↑  AS 2020 2139
7. ↑  Entscheid 1C_626/2021 vom 3. November 2022